# 博代奧M1889左輪手槍
博代奧M1889（義大利語：Pistola a Rotazione, Sistema Bodeo, Modello 1889，意為：1889型博代奧系統旋轉手槍）是一款由意大利所生產、並且以意大利槍械委員會負責人卡羅·博代奧之名所命名的左輪手枪。它在1889年至1931年間由西班牙和意大利的各種槍械製造商所生產。在第一次世界大战、兩戰之間時期的意大利殖民戰爭和第二次世界大战當中，博代奧受僱於意大利皇家陸軍。博代奧有兩款不同的品種，只有表面上的武器差異。

## 歷史
1891年，意大利成立了一個委員會來開發一款新型左輪手槍，取代當時裝備的M1874左輪手槍。結果，由多名意大利槍手所製造的博代奧左輪手槍，成為了意大利陸軍的制式左輪手槍。該左輪手槍以意大利委員會負責人卡羅·博代奧的名字所命名。早於1889年，該新型左輪手槍的原型準備就緒，並於1891年獲得採用以後，在格利森蒂鋼鐵工廠（Societa Siderurgica Glisenti）開始生產。在接下來的數年間，M1889成為意大利軍隊的制式輕兵器。直到1911年，它被格利森蒂M1910所逐漸取代以前，它一直是意大利陸軍的主要手槍。但該左輪手槍從未被宣布過時，直到第二次世界大戰結束時仍然被用作後備武器。在意大利製造博代奧左輪手槍的生產商包括：格利森蒂鋼鐵工廠（Societa Siderurgica Glisenti）、布雷西亞卡斯泰利工廠（Castelli of Brescia）、布雷西亞冶金工廠（Metallurgica Bresciana）和加爾多內·瓦爾·特龍皮亞的文森佐·貝爾納代洛工廠（Vincenzo Bernardelli of Gardone Val Trompia）。在第一次世界大戰期間，西班牙生產商伊拉蒂（Errasti）和伊巴卡的阿魯撤爾（Arrostegui of Eibar）亦為意大利政府生產博代奧左輪手槍。意大利人給予這把左輪手槍的綽號為哥舒亞·丹耶尼奧（coscia d'agnello，意為“羔羊腿”）。在第二次世界大戰期間，德意志國防軍將博代奧左輪手槍命名為680（i）左輪手槍（Revolver 680(i)），並用作替代槍械。

## 設計細節

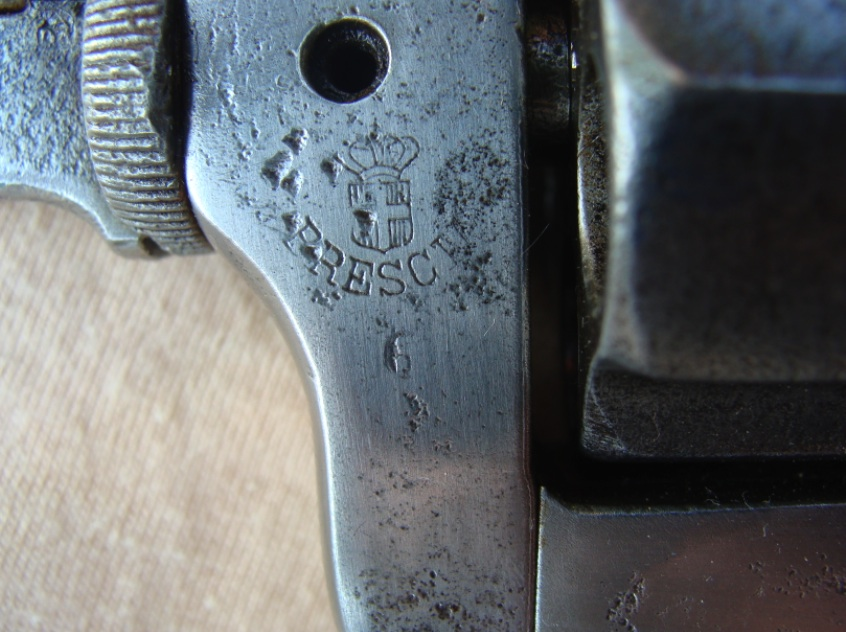
布雷西亞皇家兵工廠的標誌。

### 差異
博代奧M1889是一款底把堅固的六發式左輪手槍。該左輪手槍有兩款版本不同的設計：裝有折疊式扳機的八边形柱槍管型（又稱A型）和裝有扳機護環的圓柱槍管型（又稱B型）。八邊形柱槍管型是為意大利基層士兵所生產，而圓柱槍管型則是為無委任令的士官和現場士官所生產的。而折疊式扳機版本的生產量更多。

### 機械學
博代奧被認為是簡單而強大的左輪手槍。由於眾多的生產商生產該左輪手槍，以至武器的質量差別很大。底把可由各種材料，從黃銅到硬焊銅板所製成。活門連接到擊錘以上，而槍管則是擰上底把的前方。抽殼通常是由容納在中空軸銷當中的抽殼桿所實現。擊錘擋塊設計用於防止發射，直到該左輪手槍的扳機已經完全處於待擊狀態。

## 流行文化
在2016年第一人称射击游戏當中，操作偵查兵可在博代奧M1889解鎖以後使用該槍。

## 資料來源
1. ↑  Miller, David. . Stackpole Books. 2007: 348. ISBN 0-8117-0277-4.
2. 1 2  Hogg, Ian, Pistols of the World 4th Edition (2004) p. 49
3. 1 2 3 4  McNab, Chris, The Great Book of Guns (2004) p. 105
4. 1 2 3  Hogg, Ian, Military Small Arms of the 20th Century 7th Edition (2000) p. 59
5. 1 2 3 4  Hogg, Ian, Pistols of the World 4th Edition (2004) p. 50
6. ↑  Luciano Salvatici. Pistole Militari Italiane
7. ↑  Kinard, Jeff. Pistols: an illustrated history of their impact, p. 157, ABC-CLIO, Inc. 2003.

## 外部連結
- （英文）—Cartucho 10,35 x 21 R Bodeo